# Титириби
Титириби (исп. Titiribí) — город и муниципалитет на западе Колумбии, на территории департамента Антьокия. Входит в состав субрегиона Юго-западная Антьокия.

## История
Поселение из которого позднее вырос город было основано в 1775 году. Муниципалитет Титириби был выделен в отдельную административную единицу в 1815 году.

## Географическое положение

Муниципалитет Титириби

Город расположен в юго-западной части департамента, в гористой местности Центральной Кордильеры, к востоку от реки Каука, на расстоянии приблизительно 27 километров к юго-западу от Медельина, административного центра департамента. Абсолютная высота — 1748 метров над уровнем моря.

Муниципалитет Титириби граничит на севере с муниципалитетом Армения, на востоке — с муниципалитетами Анхелополис и Амага, на юге — с муниципалитетом Венесия, на западе — с муниципалитетом Конкордия. Площадь муниципалитета составляет 142 км².

## Население
По данным Национального административного департамента статистики Колумбии, совокупная численность населения города и муниципалитета в 2012 году составляла 14 092 человек.
Динамика численности населения муниципалитета по годам:
| 2005   | 2006   | 2007   | 2008   | 2009   | 2010   | 2011   | 2012   |
| ------ | ------ | ------ | ------ | ------ | ------ | ------ | ------ |
| 13 317 | 13 424 | 13 541 | 13 648 | 13 762 | 13 874 | 13 980 | 14 092 |

Согласно данным переписи 2005 года мужчины составляли 49,8 % от населения Титириби, женщины — соответственно 50,2 %. В расовом отношении белые и метисы составляли 99,3 % от населения города; негры, мулаты и райсальцы — 0,7 %.
Уровень грамотности среди всего населения составлял 84,9 %.

## Экономика
Основу экономики Титириби составляют сельскохозяйственное производство и добыча полезных ископаемых (золота и угля).

64,9 % от общего числа городских и муниципальных предприятий составляют предприятия торговой сферы, 24,3 % — предприятия сферы обслуживания, 10,4 % — промышленные предприятия, 0,4 % — предприятия иных отраслей экономики.